# Rosenfjädermott
Rosenfjädermott (Cnaemidophorus rhododactyla) är en fjärilsart som beskrevs av Michael Denis och Ignaz Schiffermüller 1775. Rosenfjädermott ingår i släktet Cnaemidophorus och familjen fjädermott. Arten är reproducerande i Sverige. Inga underarter finns listade i Catalogue of Life.

## Bildgalleri

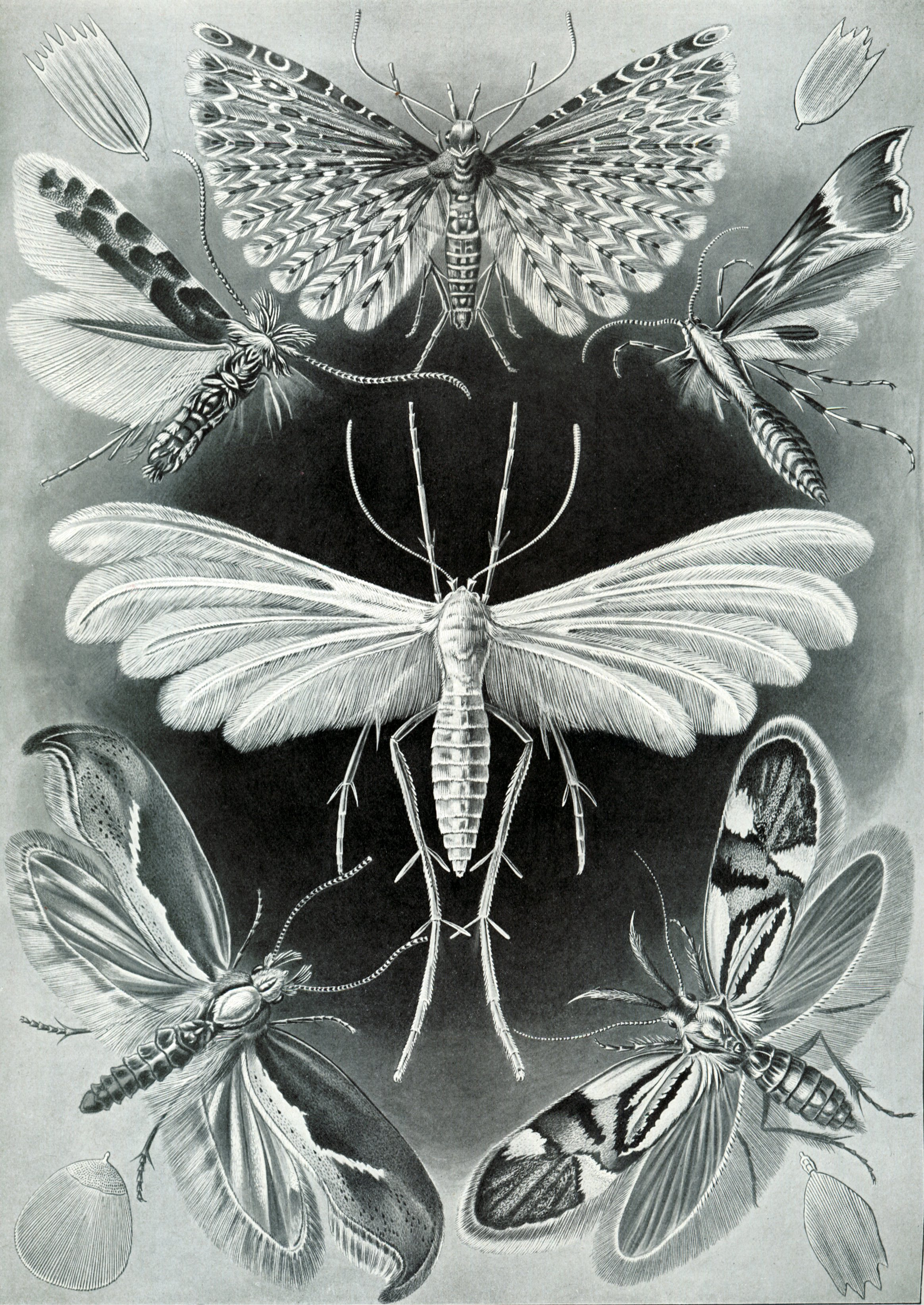
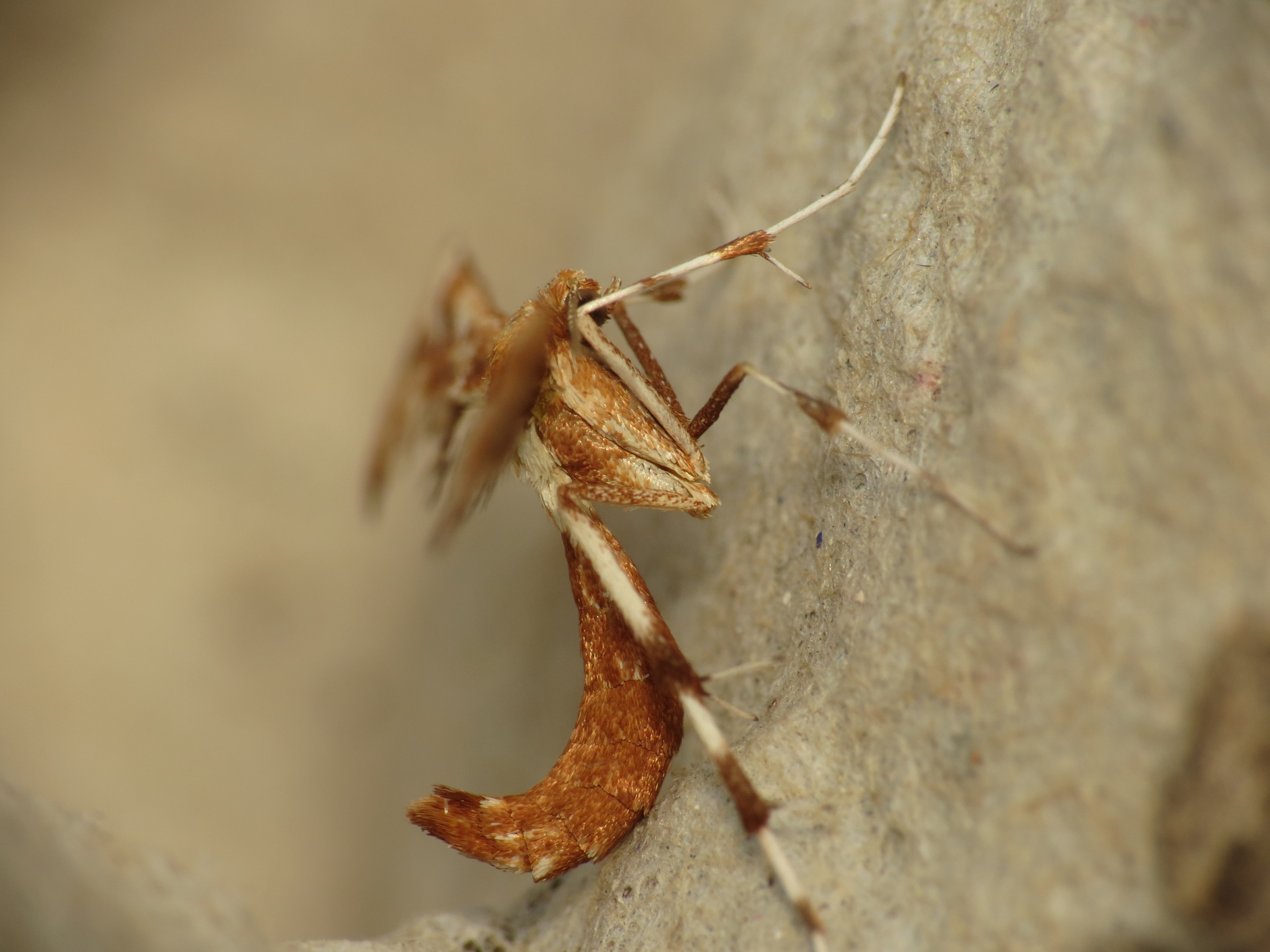
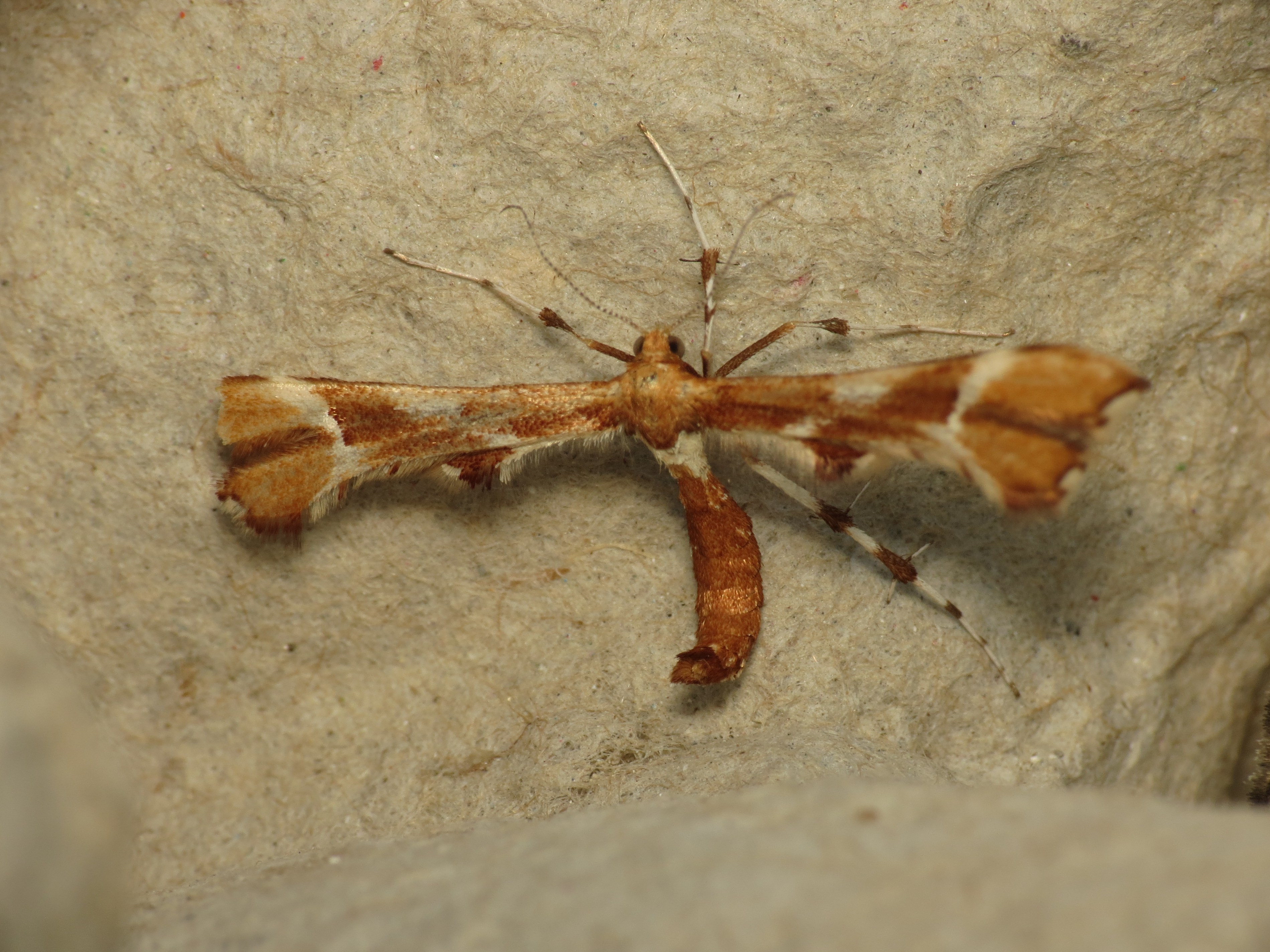
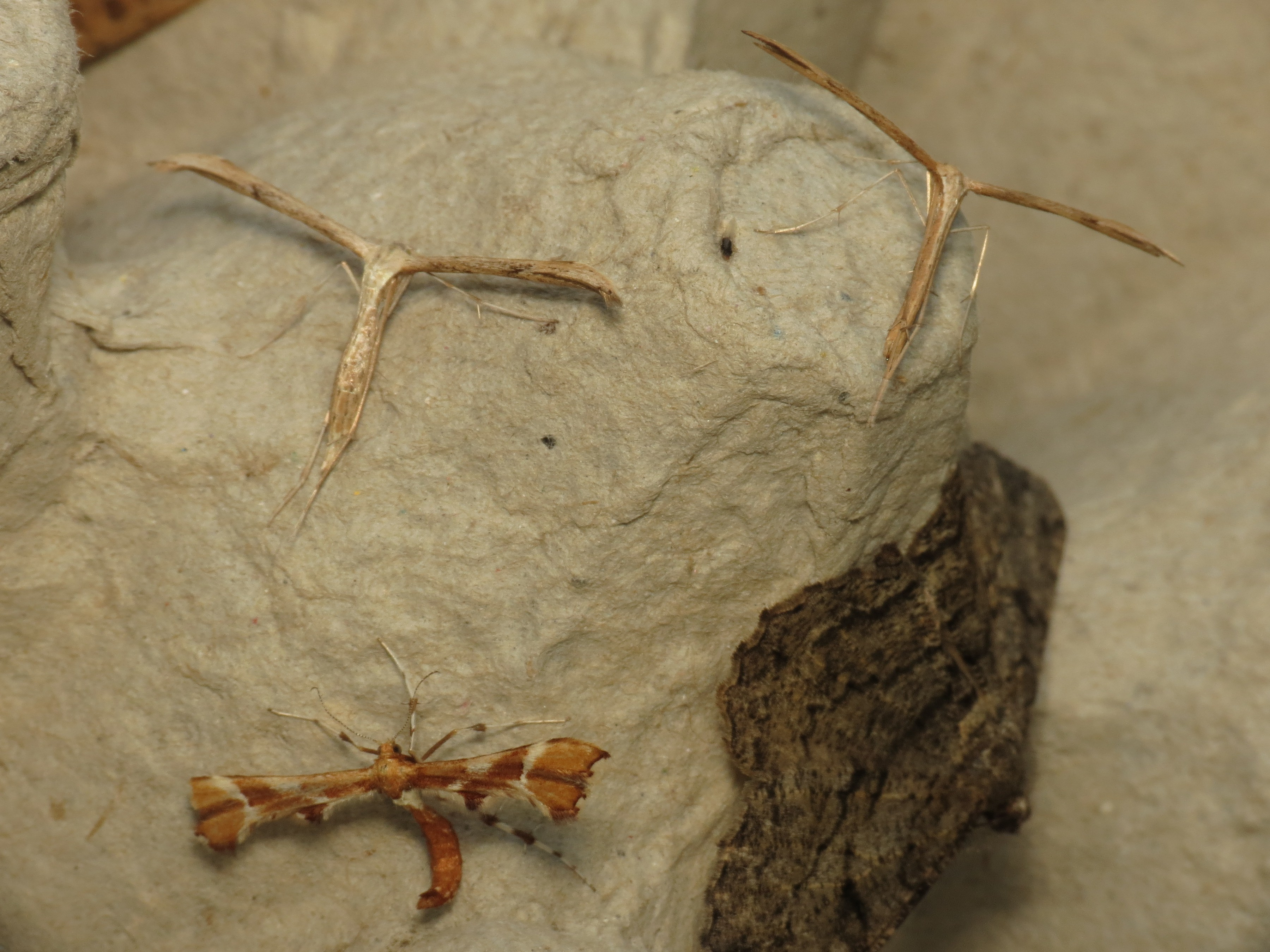